# محمد موسوی
سید محمد موسوی عراقی (زادهٔ ۳۱ مرداد ۱۳۶۶ در دزفول) والیبالیست ایرانی بازیکن تیم ملی والیبال مردان ایران است.

## زندگی و فعالیت
. والیبال را از سوم ابتدایی زیر نظر استاد مسعود گلاب، سینا رستگاران و پژمان کریمی آغاز کرد. مسعود و پژمان نخستین مربی او بودند، در سال ۱۳۷۷ موسوی همراه با تیم دانش آموزان خوزستان در مینی والیبال ایران در رامسر شرکت کرد آن موقع کلاس پنجم ابتدایی بود و در آن بازی‌ها به همراه تیم دانش آموزی مقام نیاوردند. مسعود گلاب در شکل‌گیری والیبال موسوی نقش به سزایی داشت و اولین مربی حرفه‌ای او محسوب می‌شود. اولین سال حضور موسوی در لیگ برتر با تیم مخابرات اهواز بود. او با حضور در باشگاه ننر مخابرات اهواز در مسابقات لیگ برتر مقابل پیکان بازی کرد و توجه سرمربی حریف را جلب کرد و قرارداد ۳ ساله با پیکان بست و بعدها با بازی‌های قابل توجه به تیم ملی نوجوانان و جوانان دعوت شد. محمد موسوی جزء معدود بازیکن‌هایی است که در اکثر مسابقات، تیم ملی را همراهی کرده‌است… محمد موسوی در مسابقات لیگ جهانی ۲۰۱۳ و دو دوره بازی‌های آسیایی و انتخابی المپیک از ستارگان تیم ملی ایران بود و بعد از لیگ جهانی ۲۰۱۳ بازی‌های او به اوج کار خود رسید.

## باشگاهی
وی در تیم‌های لوله‌سازی اهواز، پتروشیمی بندر امام، پیکان، داماش، گیتی پسند و کاله سابقه بازی دارد و بعد از لیگ جهانی به متین ورامین پیوست و در سال ۱۳۹۴ به تیم خوب بانک سرمایه تهران پیوست. موسوی در سال ۲۰۲۱ به فنرباغچه ترکیه پیوست.

## لیگ جهانی ۲۰۱۳
موسوی در آغاز این رقابت‌ها در پوستر رسمی فدراسیون جهانی والیبال به عنوان نماینده ایران در پوستر ستارگان گروه ب قرار گرفت. محمد موسوی در این دوره از مسابقات با میانگین ۱٫۱۶ امتیاز از دفاع در هر ست، بهترین مدافع روی تور رقابت‌ها لقب گرفت. موسوی در مجموع از ۱۹۷ تلاش خود در دفاع روی تور، ۴۷ امتیاز به دست آورد و بعد از این مهم، محمد موسوی لقب هیروی ایرانی را به خود اختصاص داد. موسوی در پایان لیگ جهانی در ترکیب نهایی تیم منتخب قرار نداشت و فدراسیون جهانی والیبال، دلیلش را انتخاب بازیکن از چهار تیم برتر این مسابقات اعلام نمود. محمد موسوی پس از این لیگ جهانی ۲۰۱۳ از سه تیم ایتالیایی پیشنهاد داشت که آن‌ها را رد کرد.

## جام جهانی ۲۰۱۵
محمد موسوی در جام جهانی والیبال مردان ۲۰۱۵ با تیم ملی ایران به جایگاه هشتمی دست یافت. وی با عملکرد درخشان خود توانست اولین جایزه معتبر خود را در یک تورنمنت بین‌المللی کسب کند. موسوی در جام جهانی توانست بعد از سباستین سوله به عنوان دومین مدافع میانی برتر مسابقات انتخاب شود.

## قهرمانی جهان ۲۰۲۲
او برای آمادگی مسابقات والیبال قهرمانی مردان جهان ۲۰۲۲ به تیم ملی بعد از وقفه ای یک ساله دعوت شد.

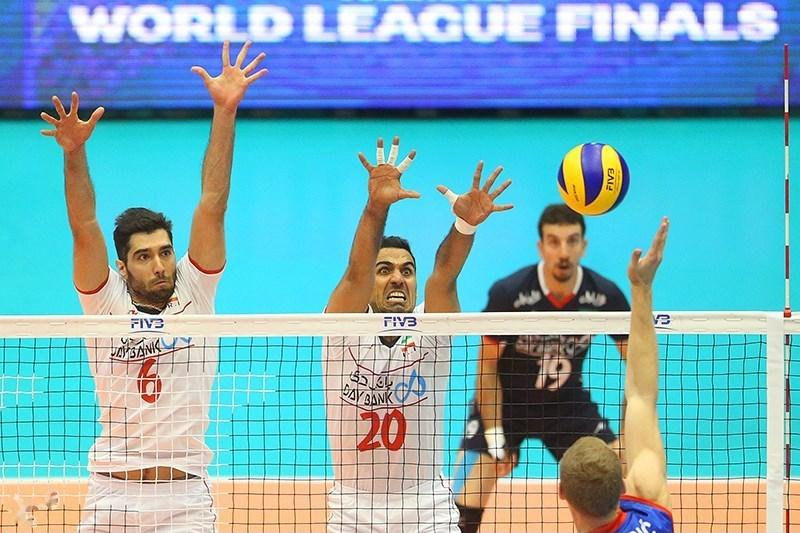
موسوی و علیرضا مباشری در حال دفاع روی تور

## دست‌آوردها

### ملی
- مدال طلا بازی‌های آسیایی - ۲۰۱۸
- مدال طلا بازی‌های آسیایی - ۲۰۲۲
- مدال طلا بازی‌های آسیایی - ۲۰۱۴
- مدال طلا قهرمانی والیبال آسیا - (۳ بار)- ۲۰۱۱، ۲۰۱۳، ۲۰۱۹
- مدال نقره قهرمانی والیبال آسیا - ۲۰۰۹
- مدال نقره بازی‌های آسیایی - ۲۰۱۰
- مدال طلا جام کنفدراسیون والیبال آسیا (۲ بار) - ۲۰۰۸، ۲۰۱۰
- مدال برنز مسابقات زیر ۲۱ سال جهان - ۲۰۰۷
- مدال طلا والیبال قهرمانی نوجوانان آسیا - ۲۰۰۶
- مدال نقره والیبال قهرمانی نوجوانان آسیا - ۲۰۰۴
- مدال طلا قهرمانی جوانان پسر آسیا - ۲۰۰۵

### باشگاهی
- مدال برنز قهرمانی باشگاه‌های جهان - ۲۰۱۰
- مدال طلا قهرمانی باشگاه‌های آسیا (۷ بار) - ۲۰۰۷، ۲۰۰۸، ۲۰۰۹، ۲۰۱۰ (پیکان) - ۲۰۱۳ (کاله) - ۲۰۱۴ (متین) - ۲۰۲۲ (پیکان)
- قهرمانی لیگ برتر ایران (۶ بار) - ۲۰۰۷، ۲۰۰۸، ۲۰۰۹، ۲۰۱۰، ۲۰۱۱ (پیکان) - ۲۰۱۳ (کاله) - ۲۰۱۴ (متین) - ۲۰۱۵ (پیکان) - ۲۰۱۶، ۲۰۱۷ (بانک سرمایه)

### فردی
- بهترین مدافع میانی: قهرمانی والیبال مردان آسیا ۲۰۱۹
- چهره مردمی والیبال مردان ایران سال ۱۳۹۷: برنامه نود
- بهترین مدافع میانی: مسابقات انتخابی المپیک تابستانی ۲۰۱۶
- دومین مدافع میانی: جام جهانی ۲۰۱۵
- بهترین مدافع میانی: قهرمانی باشگاه‌های آسیا ۲۰۱۴
- بهترین مدافع میانی: قهرمانی والیبال مردان آسیا ۲۰۱۳
- بهترین مدافع میانی: قهرمانی باشگاه‌های آسیا ۲۰۱۳
- دومین مدافع میانی: مسابقات انتخابی المپیک تابستانی ۲۰۱۲
- بهترین مدافع میانی: بازی‌های آسیایی ۲۰۱۰
- بهترین مدافع میانی: والیبال قهرمانی باشگاه‌های جهان ۲۰۱۰
- بهترین مدافع میانی: قهرمانی آسیا ۲۰۰۹
- بهترین مدافع میانی: مسابقات انتخابی المپیک تابستانی ۲۰۰۸
- بهترین مدافع میانی: قهرمانی باشگاه‌های آسیا ۲۰۰۷
- بهترین مدافع میانی: قهرمانی نوجوانان آسیا ۲۰۰۶
- بهترین اسپک زن: قهرمانی جوانان جهان[۶]۲۰۰۵